# Ruder-Europameisterschaften 1907
Die 15. Ruder-Europameisterschaften wurden im August 1907 auf dem Rhein zwischen Straßburg und Kehl ausgetragen. Beide Städte waren damals Teil des Deutschen Kaiserreichs. Wie bereits im Vorjahr wurden Medaillen in fünf Bootsklassen vergeben.

## Ergebnisse
| Bootsklasse           | Gold | Silber | Bronze          |
| --------------------- | --- | --- | --------------- |
| Einer                 | Gaston Delaplane | Jozef Hermans | Erminio Dones   |
| Doppelzweier          | Italien Emilio Sacchini Erminio Dones | Belgien Daniël Clarembaux Jozef Hermans | Deutsches Reich |
| Zweier mit Steuermann | Belgien Guillaume Visser Urbain Molmans Rodolphe Colpaert (Steuermann) | Italien Giuseppe Sinigaglia Annibale Beretta Cetti (Steuermann) | Deutsches Reich |
| Vierer mit Steuermann | Belgien Guillaume Visser Polydore De Geyter Alphonse Van Roy Urbain Molmans Rodolphe Colpaert (Steuermann)                                                                  | Italien Ettore Sansoni Mario Albertini Giacomo Bellinzoni Corrado Malaspina unbekannt (Steuermann)                                                                    | Italien         |
| Achter                | Belgien Rodolphe Poma Oscar Dessomville Polydore Veirman François Vergucht Georges Mys Stanislas Kowalski Marcel Morimont Oscar Taelman Raphael Van der Waeren (Steuermann) | Italien Giovanni Brunialti Alberto del Nunzio Archimede de Gregori Alfredo Tuzi Armando Garroni Guido de Cupis Carlo Gigliesi Alfonso Serventi unbekannt (Steuermann) | Frankreich      |

## Medaillenspiegel
| Platz  | Land            | Gold | Silber | Bronze | Gesamt |
| ------ | --------------- | ---- | ------ | ------ | ------ |
| 1      | Belgien         | 3    | 2      | –      | 5      |
| 2      | Italien         | 1    | 3      | 2      | 6      |
| 3      | Frankreich      | 1    | –      | 1      | 2      |
| 4      | Deutsches Reich | –    | –      | 2      | 2      |
| Gesamt | Gesamt          | 5    | 5      | 5      | 15     |